# Епархия Уйо
Епархия Уйо (лат. Dioecesis Uyoensis) — епархия Римско-Католической церкви c центром в городе Уйо, Нигерия. Епархия Уйо входит в митрополию Калабара. Кафедральным собором епархии Уйо является церковь Христа Царя.

## История
4 декабря 1989 года Римский папа Иоанн Павел II издал буллу Studio postulatoque, которой учредил епархию Уйо, выделив её из епархии Калабара.

## Ординарии епархии
- епископ Joseph Effiong Ekuwem (4.07.1989 — 2.02.2013) — назначен архиепископом Калабара;
- епископ John Ebebe Ayah (5.07.2014 — по настоящее время).

## Источник
- Annuario Pontificio, Libreria Editrice Vaticana, Città del Vaticano, 2003, ISBN 88-209-7422-3
- Булла Studio postulatoque  (лат.)